# フォートマクマレー空港
フォートマクマレー空港（フォートマクマレーくうこう、英語：Fort McMurray Airport、IATA：YMM、ICAO：CYMM）は、カナダのアルバータ州にあるフォートマクマレーの空港で、街から南東に13kmほどに位置する。

## 航空会社

### 定期便
- エア・カナダ （トロント･ピアソン）
- エア・カナダ・エクスプレス（ジャズ航空運航） （カルガリー、エドモントン、バンクーバー）
- マクマレー航空 （フォートチペワイアン）
- ノースウエスタン航空 （レッドディア）
- トランスウエスト航空 （プリンスアルバート、サスカトゥーン）
- ユナイテッド・エクスプレス（スカイウエスト航空運航）デンバー[1]
- ウエストジェット航空 （カルガリー、エドモントン、トロント）
- ウエストジェット・アンコール （カルガリー、エドモントン、ケロウナ、バンクーバー）